# Apulanta
Az Apulanta egy finn rockegyüttes. Antti Lautala és Toni Wirtanen alapította 1991-ben. Még ugyanabban az évben csatlakozott az együtteshez Sipe Santapukki, majd 1992-ben egy cserediákként Finnországban tartózkodó amerikai basszusgitáros, Amanda Gaynor játszott az együttesben. 1993-tól helyére Tuukka Temonen érkezett. 1994-ben az egyik alapító, Antti Lautala kivált az együttesből, így a csapat háromtagú lett. Az Apulanta a kezdetben kemény rockzenét játszott, majd áttértek a punk rockra. A Neljänne Aivan-albumon az együttes zenei stílusa keményebbé vált, a Heinola 10 című lemezen zenéjük már alternatív rock és nu-metál árnyalatú lett. Az együttes fennállása óta több mint 500 000 lemezt adott el, főképp a fiatalok közében örvend nagy ismeretségnek. Napjainkban az együttes hard rock számokat játszik.

## Az együttes története

### Saját kiadó
Mivel a nagy lemezkiadók nem érdeklődtek az együttes iránt, az együttes tagjai saját kiadót alapítottak a Tehosekoitin Kiadóval együtt, Levy-yhtiö néven.
Az együttes első lemeze, a Mikä ihmeen Apulanta? 1993-ban jelent meg. A lemez megjelenése után az amerikai basszusgitárosuk hazatért, így helyére érkezett Tuukka Temonen. Az együttes második lemeze, a T.S. ♥ A.L. című volt. 1994-ben Antti Lautala énekes-gitáros kivált az együttesből. A szakítás okaként többek között az együttes zenei stílusának megváltozását jelölte meg. Lautala sokkal keményebb stílusú zenét akart készíteni, míg Wirtanen, Santapukki és Temonen a poposabb rock irányába akart haladni. Az Apulanta kezdetben megpróbált új gitáros keresni, majd végül úgy döntöttek, így hárman folytatják.
A következő, a lágyabb punk irányba haladó lemezük 1995-ben jelent meg. A lemez megjelenése után az együttes addigi legrosszabb krízisét élte meg, amikor a lemez nem hozta meg a várt sikert. A tagok azt fontolgatták, hogy feloszlanak, de végül megpróbálkoztak együtt maradni és visszatérni a punk rock stílus felé. Toni Wirtanen énekes elmondta, hogy a következő lemezen csakis azt játszották, amit kedveltek.

### A punk stílustól az áttörést hozóEhjä-albumig
Az Apulanta 1995-ben adta ki Hajonnut című kislemezét. A zenei stílusukat keményebbre vették és először alkalmaztak szintetizátort, mely jelentősen javította a hangzást. Még a lágy szerelmes dalok dalok szövege is keményebbé vált. Ezen a lemezen jelent meg első slágerük, a Mitä kuuluu, amihez először készítettek videóklipet. A lemez sikeres volt, majd 1996-ban kiadták az Ehjä című albumukat, ami zeneileg ugyanazt az irányvonalat követte, mint az előző. Az album az első aranylemezt hozta az együttesnek és végre felkeltette egy nagy kiadó érdeklődését is.
1997-ben jelent meg a harmadik albumuk, a Kolme, ami zeneileg hasonló volt az Ehjä-albumhoz. A lemez dalai más stílust is tartalmaztak, mint pl. hardcore punkot. A Kolme-lemezen szerepelt az együttes legnagyobb slágere, az Anna mulle piiskaa. Ez a dal tripla platinalemez, míg maga az album aranylemez lett.
Az együttes negyedik albuma, az Aivan kuin kaikki muutkin 1998-ban jelent meg. Stílusuk a lemezen most békésebb lett, kevésbé punkos, inkább alternatív rock. Az együttes a korábbi lemezektől eltérve új irányon kezdett gondolkodni. a Teit meistä kauniin kislemezük sláger lett és 19 hétig szerepelt a slágerlistán. Az album készítésének idején az együttes mély válságot élt át és ismét szóba került a feloszlás, de végül megoldották a problémákat. Az egyik ilyen probléma Wirtanen és Temonen eltérő szemlélete volt.

## Az együttes tagjai
| Toni Wirtanen | Sipe Santapukki | Tuukka Temonen |
| ------------- | --------------- | -------------- |
|               |                 |                |
| ének, gitár   | dob             | basszusgitár   |

## Érdekesség
Az együttes neve, az apulanta finnül „műtrágyát” jelent. Az egyik alapítója, Toni Wirtanen a barátnőjével pihent egy szófán, amikor kitalálta, hogy az együttes számára a legjobb név ez lehet. Az addig név nélküli, a Misfits amerikai együttest kedvelő zenekarnak lett végre neve. Nőtt az önbecsülésük, büszkék lettek egy olyan névre, aminek hallatán általános jókedv és emellett gúnyolódás is ébredt az emberekben.

## Albumok
- Attack of the A.L. People (1995)
- Ehjä (1996)
- Kolme (1997)
- Aivan kuin kaikki muutkin (1998)
- Plastik (2000)
- Heinola 10 (2001)
- Hiekka (2002)
- Kiila (2005)
- Eikä vielä ole edes ilta (2007)
- Kuutio (kuinka aurinko voitettiin) (2008)
- Kaikki kolmesta pahasta (2012)
- Kunnes siitä tuli totta (2015)
- Sielun kaltainen tuote (2022)

## Külső hivatkozás
- Hivatalos honlap
- Finn rajongói oldal
- Német rajongói oldal

## Fordítás
- Ez a szócikk részben vagy egészben  az   Apulanta című finn Wikipédia-szócikk ezen változatának fordításán alapul.  Az eredeti cikk szerkesztőit annak laptörténete sorolja fel. Ez a jelzés csupán a megfogalmazás eredetét és a szerzői jogokat jelzi, nem szolgál a cikkben szereplő információk forrásmegjelöléseként.